# فارادی تکنولوژی
فارادی تکنولوژی (انگلیسی: Faraday Technology) شرکت فناوری اطلاعات تایوانی است، که در سال ۱۹۹۳ تأسیس شد.